# ボソン星
ボソン星 (Boson star) は、ボース粒子から構成される仮説上の天体である（伝統的な恒星はフェルミ粒子から構成されている）。このタイプの恒星が存在するには、小さな質量を持つ安定なボース粒子が存在する必要がある。2002年時点で、このような恒星が現実に存在するという確かな証拠はない。しかし、ボソン星同士が互いの周りを回っている連星系からの重力放射によって検出することが可能であると考えられている。
ボソン星はビッグバンの初期段階で重力崩壊によって形成されうると考えられている。少なくとも理論上では、非常に質量の大きいボソン星は銀河核領域に存在することができ、この仮定は活動銀河核で観測される様々な特徴を説明することができる。ボソン星は暗黒物質の候補にも挙げられている。